# Bruno Albrecht
Bruno Hugo Albrecht (ur. 22 kwietnia 1901 w Łodzi, zm. ?) – zbrodniarz nazistowski, członek załogi niemieckich obozów koncentracyjnych Buchenwald i Auschwitz-Birkenau, SS-Unterscharführer.

## Życiorys
Polski volksdeutsch. Z zawodu nauczyciel. Członek Waffen-SS od czerwca 1941. W grudniu 1941 przeniesiono go z obozu w Buchenwaldzie do Auschwitz, gdzie pozostał do likwidacji obozu. Pełnił tu między innymi służbę jako wartownik i członek obozowego gestapo.
6 grudnia 1947 Albrecht został przekazany Polsce przez władze brytyjskie. 15 lipca 1948 Sąd Okręgowy w Krakowie skazał go na 7 lat pozbawienia wolności. Z więzienia został wypuszczony 2 maja 1953. W latach 60. prowadziła przeciwko niemu również śledztwo zachodnioniemiecka prokuratura we Frankfurcie nad Menem. Albrechtowi postawiono zarzut zamordowania dwóch więźniów podczas służby wartowniczej. Śledztwo jednak z braku wystarczających dowodów umorzono.